# Johann Mayr (Theologe)
Johann Mayr (* 20. Mai 1923 in Kurtatsch; † 2. Januar 2017 in Brixen) war ein Südtiroler Theologe und römisch-katholischer Geistlicher.

## Leben
Mayr wurde auf einem Bauernhof in Kurtatsch geboren. Nach der Volksschule besuchte er zunächst das Johanneum in Dorf Tirol bei Meran. 1940 zog er mit seiner Optanten-Familie nach Nordtirol, wo er an das Realgymnasium in Stams wechselte. Nach drei Jahren als Soldat und in Kriegsgefangenschaft trat er 1945 in das Priesterseminar in Trient ein. Dort empfing er nach seiner Ausbildung am 29. Juni 1949 die Priesterweihe. Anschließend war er Kooperator in Girlan und von 1950 bis 1952 Präfekt am Johanneum. Zwischen 1952 und 1957 wirkte er als Kooperator in Neumarkt und Klausen. Ab 1957 studierte Mayr Theologie an der Ludwig-Maximilians-Universität in München. 1963 wurde er bei dem Dogmatiker Michael Schmaus zum Dr. theol. promoviert. In der Folge arbeitete er als Redakteur bei der Tageszeitung Dolomiten in Bozen.
Von 1964 bis 1975 war Mayr Regens am Priesterseminar in Brixen, von 1964 bis 1993 Professor für Liturgiewissenschaft an der dortigen Philosophisch-Theologischen Hochschule. 1975 erfolgte die Ernennung zum Kanonikus und Mitglied des Domkapitels am Brixner Dom. 1998 ging er in den Ruhestand.
Mayr veröffentlichte einige Bücher.

## Schriften (Auswahl)
- Die Ekklesiologie Honoré Tournelys. Ludgerus-Verlag Hubert Wingen, Essen 1964
- Sie leben unter uns: die Heiligen und Seligen der Diözese Bozen-Brixen. A. Weger, Brixen 1984, ISBN 88-85831-13-3
- Am Ende steht Elisabeth. A. Weger, Brixen 1986, ISBN 88-85831-01-X
- Einmal ohne Uhr leben. A. Weger, Brixen 1991, ISBN 88-85831-24-9
- Bischof Johann Nepomuk von Tschiderer (1777–1860). Ein Zeit- und Lebensbild. Athesia, Bozen 1998, ISBN 88-70149-74-9
- Neunzehn kurze Geschichten. Athesia, Bozen 2003, ISBN 88-82662-25-X
- Krumme und gerade Wege: Lebenserinnerungen. A. Weger, Brixen 2005, ISBN 88-88910-24-7